# Freiburger Schule (Kameratechnik)
Die Freiburger Schule der Kameratechnik und Kinematographie bildete sich in den frühen 1920er Jahren in Freiburg im Breisgau. Ausgangspunkt war die 1920 von dem Ethnologen Odo Deodatus Tauern und dem Geologen Arnold Fanck dort gegründete Berg- und Sport-Film G.m.b.H., zu der neben dem Forscher Rolf Bauer auch bald der Arzt Bernhard Villinger als Mitgesellschafter stieß.
Allen Beteiligten gemeinsam war die große Begeisterung für das Skilaufen, Skispringen und Bergsteigen, damals sehr ausgefallene Betätigungen, die mit teils selbstgefertigter, rudimentärer Ausrüstung ausgeführt wurden. Dies erforderte einen nahezu grenzenlosen Enthusiasmus, Mut und Draufgängertum, ergo die Voraussetzungen für das, was heute als Extremsport bezeichnet wird.
Als damals einziger versierter Kameramann, der Skifahren konnte, stand der mit viel Vorerfahrung ausgestattete Sepp Allgeier im Mittelpunkt der kameratechnischen Entwicklung jener Jahre. Die Freiburger Schule bildete in der Folge nicht nur weitere wagemutige Skifahrer zu Kameramännern aus, sondern entwickelte sowohl die Technik der Filmkameras als auch die Kinematographie innovativ weiter. Damit beeinflusste sie auch die Kameraindustrie, die man zur damaligen Zeit als Manufakturen bezeichnen muss. Kameramänner wie Richard Angst, Albert Benitz, Kurt Neubert, Walter Riml und Hans Schneeberger wurden in der Freiburger Schule ausgebildet.
Der damals als bester deutscher Skiläufer geltende Ernst Baader junior und der als bester österreichischer Skiläufer geltende Hannes Schneider vom Arlberg wurden für Filmaufnahmen verpflichtet und bildeten die skitechnische Speerspitze der von hohen Ambitionen geprägten Kameramänner, die aus der Freiburger Schule hervorgingen.
Freiburg im Breisgau wurde während der Zeit der Weimarer Republik zu einem Zentrum des deutschen Filmschaffens.
Ein Ergebnis der Freiburger Schule war die Entwicklung eines neuen Filmgenres: des Bergfilms.

„[…] a film genre which was exclusively German: the mountain films. Dr. Arnold Fanck, a native of Freiburg i. Br., discovered this genre and all but monopolized it throughout the republican era. He was originally a geologist infatuated with mountain climbing. In his zeal for spreading the gospel of proud peaks and perilous ascents, Fanck relied increasingly on actors and technicians who were, or became, outstanding alpinists and skiers.“